# Нисипиту (Сучава)
Нисипиту (рум. Nisipitu) насеље је у Румунији у округу Сучава у општини Улма. Oпштина се налази на надморској висини од 672 m.

## Становништво
Према подацима из 2002. године у насељу је живело 447 становника.

### Попис2002.
| Расподела становништва по националности 2002.‍ | Расподела становништва по националности 2002.‍ | Расподела становништва по националности 2002.‍ | Расподела становништва по националности 2002.‍ | Расподела становништва по националности 2002.‍ |
| --------------------------------------------- | --------------------------------------------- | --------------------------------------------- | --------------------------------------------- | --------------------------------------------- |
|                                               |                                               |                                               |                                               |                                               |
| Румуни                                        | Румуни                                        |                                               | 322                                           | 72,0%                                         |
| Украјинци                                     | Украјинци                                     |                                               | 125                                           | 28,0%                                         |